# Ctenopharynx intermedius
Ctenopharynx intermedius är en fiskart som först beskrevs av Günther, 1864.  Ctenopharynx intermedius ingår i släktet Ctenopharynx och familjen Cichlidae. IUCN kategoriserar arten globalt som livskraftig. Inga underarter finns listade i Catalogue of Life.